# Escuelas Públicas de Saint Paul
Las Escuelas Públicas de Saint Paul (Saint Paul Public Schools, SPPS) es un distrito escolar de Minnesota. Tiene su sede en St. Paul. El distrito tiene aproximadamente 33.000 estudiantes y 6,000 empleados. El distrito gestiona 65 escuelas.